# Josep Siré Casas
Josep Siré Casas (Reus, 29 de gener de 1924 - Logronyo, 21 de novembre de 2013) va ser un pintor català.
De jove va treballar com a aprenent al taller de Modest Gené, on va coincidir amb Ramon Ferran; va ser també deixeble de Josep Ferré Revascall. Pintor, il·lustrador i gravador, era un personatge aventurer. Cap al 1944 es va presentar a París al taller de Picasso, que en veure els seus dibuixos el va tenir d'aprenent quasi un any. Va seguir viatjant per Europa i Amèrica i en un dels seus viatges, a l'illa d'Ellis, a Nova Jersey, va ser empresonat, però el 1946 se'n va escapar. Va poder marxar a Montevideo (Uruguai) on es va establir durant anys amb la seva dona Margarita, i on va desenvolupar gran part de la seva trajectòria artística. En un dels episodis de repressió del govern militar, el 1974 va fugir del país. Siré va exposar a Buenos Aires, Bordeus, Pau, Breslau, La Paz, Colònia, São Paulo, Montevideo, Barcelona, Sant Sebastià i també a Reus el 1987. Tenia un estil minuciós, de tons foscos, que combinava amb dibuixos molt alegres, però onírics i abstractes.